# 베라 블루
베라 블루(Vera Blue, 1994년 1월 23일 ~ )는 오스트레일리아의 싱어송라이터이다. 2013년, 데뷔 앨범 This Music 이 발매디어 오스트레일리아 아리아 차트에서 14위를 했다. 더 보이스 오스트레일리아 시즌 2에서 3위를 했다.